# Green Hill, Tennessee
Green Hill är en ort i Wilson County i delstaten Tennessee, USA.